# Yoon Jin-seo
Yoon Jin-seo (de nacimiento Yoon Soo-kyung) es una actriz surcoreana. Ha protagonizado películas como Oldboy, Todo por Amor, Un Buen Día para Tener una Aventura y Amor Secreto. También participó en una muy amplia variedad de series, entre ellas el drama histórico El Retorno de Iljimae, la comedia de acción The Fugitive: Plan B, y la comedia romántica Twelve Men in a Year.
También ha contribuido como escritora en una revista semanal de cine, escribiendo 11 artículos en el período de 2010 a 2011, bajo la columna 윤진서의 롤링 페이퍼 ("Yoon Jin-seo's Rolling Paper").
En noviembre de 2012 firmó contrato con FNC Entertainment.

## Vida personal
Se adhiere a una dieta vegetariana por ética y razones de salud.
Estuvo saliendo con el jugador de béisbol Lee Taek-Keun quien entonces jugaba para LG Twins de 2009 a 2010.
En junio de 2012 fue hospitalizada tras un presunto intento de suicidio, el cual su agencia negó, diciendo que había sido una sobredosis accidental de medicamentos para el resfriado.

## Filmografía

### Cine
| Año  | Título                       | Rol                       | Notas       |
| ---- | ---------------------------- | ------------------------- | ----------- |
| 2001 | A Perfect Day                | Noona                     |             |
| 2001 | L'abri, Bus Stop             |                           |             |
| 2002 | Chihwaseon                   |                           |             |
| 2003 | Mobile                       |                           |             |
| 2003 | Oldboy                       | Lee Soo-ah                |             |
| 2004 | Alone Together               |                           |             |
| 2004 | My New Boyfriend             |                           |             |
| 2004 | Mr. Gam's Victory            | Park Eun-ah               |             |
| 2005 | Sympathy for Lady Vengeance  | Prisonera (cameo)         |             |
| 2005 | All for Love                 | Im Soo-kyung              |             |
| 2005 | Bravo, My Life               | Eun-sook                  |             |
| 2006 | Shall I Cry?                 | Yeong-nam                 | no liberada |
| 2007 | A Good Day to Have an Affair | Jak Eun-se ("small bird") |             |
| 2007 | Someone Behind You           | Kim Ga-in                 |             |
| 2008 | The Moonlight of Seoul       | Ji-won                    |             |
| 2008 | Action Boys                  | ella misma (cameo)        | documental  |
| 2008 | Iri                          | Jin-seo                   |             |
| 2010 | Secret Love                  | Yeon-yi                   |             |
| 2011 | Sunday Punch                 | Ha-young                  |             |
| 2012 | Give Me Back My Cat          |                           |             |
| 2012 | Ari Ari the Korean Cinema    | ella misma                | documental  |
| 2013 | Do You Hear She Sings?       | Jin-kyung                 |             |
| 2014 | Gyeongju                     | Yeo-jeong                 |             |
| 2014 | Santa Barbara                | Soo-kyung                 |             |
| 2015 | Heartbreak Hotel             | Sarah                     |             |
| 2017 | Coffee Mate                  | In-young                  |             |
| 2018 | Revenger                     | Mali                      |             |

### Serie de televisión
| Año  | Título                           | Papel                      | Red     | Ref.          |
| ---- | -------------------------------- | -------------------------- | ------- | ------------- |
| 2003 | Nursery Story "Christmas Lovers" | MBC                        |         |               |
| 2004 | Los amantes en París             | Chica en la playa (ep 20)  | SBS     |               |
| 2004 | 액션배우 정맑음                  | Mal-gum                    | MBC     |               |
| 2009 | El Regreso de Iljimae            | Dal-yi / Wol-hee           | MBC     |               |
| 2010 | El Fugitive: Plan B              | Yoon So-ran                | KBS2    |               |
| 2012 | Doce Hombres en un Año           | Na Miru                    | tvN     |               |
| 2013 | Los Herederos                    | Cha Eun-seok (cameo, ep 1) | SBS     |               |
| 2013 | Drama Especial "Jin Jin"         | Seo Ha-jin                 | KBS2    |               |
| 2015 | A Girl Who Sees Smells           | Yeom Mi                    | SBS     |               |
| 2016 | The Royal Gambler                | Suk Bin Choe               | SBS     |               |
| 2022 | Una familia ejemplar             | Eun-joo                    | Netflix | [ 17 ] [ 18 ] |

### Espectáculo de variedades
| Año  | Título                         | Red  | Notas              |
| ---- | ------------------------------ | ---- | ------------------ |
| 2008 | Street Sound Take 1            | Mnet | Host               |
| 2009 | Trend Report Feel Temporada 3  | Mnet | Host               |
| 2014 | Fashion King Korea Temporada 2 | SBS  | miembro del elenco |

### Vídeos musicales
| Año  | Título de la canción    | Artista       | Coestrella     |
| ---- | ----------------------- | ------------- | -------------- |
| 2004 | Heffy Final             | Seo Taiji     |                |
| 2004 | Robot                   | Seo Taiji     |                |
| 2005 | El Camino de Vuelta     | Naul          | Hwang Jung-min |
| 2009 | ¿Cómo Estás             | Jung Yup      |                |
| 2010 | It Passes By            | Kim Bum-soo   |                |
| 2011 | Threads of Your Clothes | M De La Señal | Bae Soo-bin    |

## Discografía
| Año  | Título            | Notas                     |
| ---- | ----------------- | ------------------------- |
|      | Earth Song        | [ 19 ]                    |
| 2008 | L'Amourse         | Solo                      |
| 2009 | 내가 꿈꾸는 그 곳 | El regreso de Iljimae OST |

## Premios y nominaciones
| Año  | Premio                                      | Categoría                                            | Nominación                | Resultado |
| ---- | ------------------------------------------- | ---------------------------------------------------- | ------------------------- | --------- |
| 2004 | 40 Baeksang Arts Awards                     | Mejor Actriz Revelación                              | Oldboy                    | Ganadora  |
| 2004 | 3 de Korean Film Awards                     | Mejor Actriz de Reparto                              | Oldboy                    | Nominada  |
| 2009 | 45 Baeksang Arts Awards                     | Actriz Más Popular (Película)                        | La luz de la Luna de Seúl | Nominada  |
| 2014 | 1º de flores Silvestres de Premios del Cine | Mejor Actriz                                         | Do You Hear She Sings?    | Nominada  |
| 2016 | SBS Drama Awards                            | Premio a la Excelencia, Actriz en una Serie de Drama | El Real Jugador           | Nominada  |